# Elie Konki
Élie Konki, né le 6 avril 1992 à Meulan-en-Yvelines, est un boxeur français évoluant dans les catégories des poids mouches et poids coqs. Après une longue carrière amateur, il devient boxeur professionnel en 2017.
Sélectionné pour les épreuves de Boxe aux Jeux olympiques de 2016, il fait partie de la Team Solide, surnom donné à l'équipe de France amateur de boxe avec notamment Tony Yoka, Souleymane Cissokho, Sofiane Oumiha et Estelle Mossely.
Son surnom "Spider", lui a été donné par les membres de l'équipe de boxe aux Jeux olympiques de Rio en rapport à sa façon de boxer, car il piège ses adversaires et tend ses filets, telle une araignée,.
Élie s'entraîne au sein du club Bam l'héritage, géré par Ali Hallab, ancien boxeur amateur et professionnel.
Il subit sa première défaite en pro le 4 juin 2022 face à Loic Tajan qui le met K.O au deuxième round.

## Carrière sportive

### Boxeur amateur
Évoluant en poids mouches (moins de 52 kg), il est 6 fois champion de France amateur de 2009 à 2015 et vice-champion de l'union Européenne en 2014.

#### Première participation aux Jeux olympiques
Il se qualifie le 25 juin 2016 pour participer aux Jeux olympiques de 2016 au cours du Tournoi de qualification olympique à Bakou. Cette qualification reste aujourd'hui un souvenir fort de sa carrière.
Il s'inclinera au second tour de la compétition olympique face au russe Misha Aloyan.

### Boxeur professionnel
En devenant boxeur professionnel en 2017, Élie monte également de catégorie, passant des poids mouches (-52kg) aux poids coqs (-56kg).
Il devient champion de France des poids coqs aux dépens de Benedikt Croze le 30 novembre 2018. Konki conserve son titre le 9 février 2019, au Palais des Sports de Paris, en battant aux points Anthony Chapat, champion de France en titre professionnel des mouches.

## Palmarès

### Amateur
Champion de France 2009 Juniors des poids mouches à Troyes.
 Champion de France 2010 Juniors des poids mouches à Vendôme.
 Vice-champion de France 2011 des poids mouches à Saint-Quentin-en-Yvelines.
 Champion de France 2012 des poids mouches à Pessac.
 Champion de France 2013 des poids mouches à Hayange.
 Champion de France 2014 des poids mouches à Fontenay-sous-Bois.
 Vice-champion de l'Union Européenne 2014 des poids mouches à Sofia (Bulgarie).
 Champion de France 2015 des poids mouches à Grande-Synthe.

### Professionnel
Champion de France 2018 des poids coqs à Clermont-Ferrand.
 Champion de France 2019 des poids coqs. Titre défendu au cours de trois combats en 2019.
 Champion de l'Union Européenne EBU 2019 des poids coqs à Levallois-Perret.
 Champion intercontinental WBA 2020 des poids coqs. Titre gagné face à Anuar Salas.
 Champion intercontinental WBA 2021 des poids coqs. Titre défendu face à Ricardo Blandon.